# 松ヶ崎横穴墓群

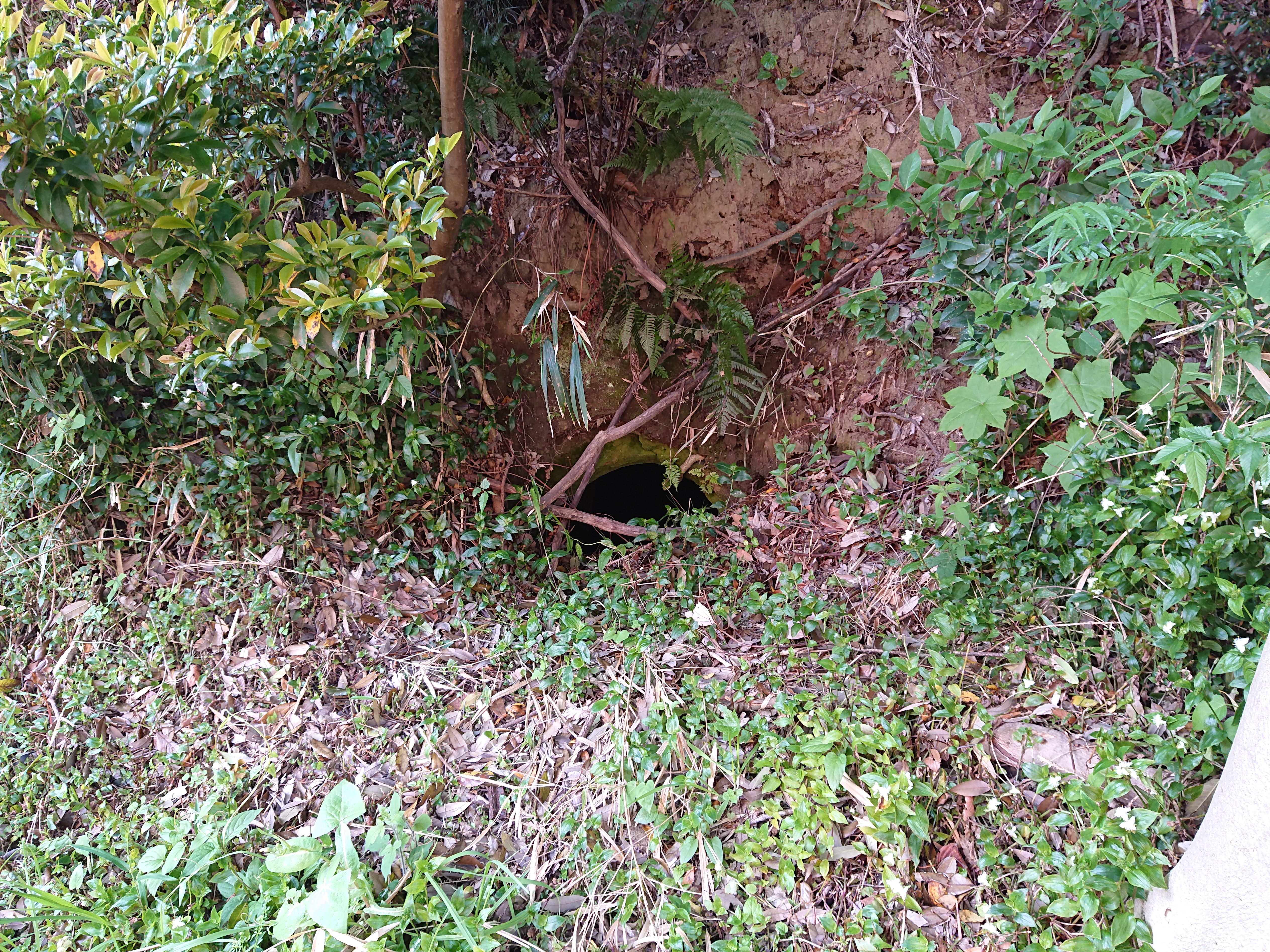
松ヶ崎横穴墓群の1基。藪に埋もれた横穴入口がほんの少し顔を覗かせている（2020年5月5日撮影）。

松ヶ崎横穴墓群（まつがさきよこあなぼぐん）は神奈川県横浜市港南区港南台9丁目にある古墳時代から奈良時代初めごろの横穴墓群遺跡。港南台遺跡群および㹨川流域横穴墓群の1つ。横浜市登録地域史跡に登録されている。

## 概要
神奈川県立横浜明朋高等学校（かつて神奈川県立港南台高等学校）南側敷地の山の斜面にある。行政区は港南区だが栄区との区界に面し、㹨川の谷を降りた位置にあるため地域的にもほぼ栄区である。かつて港南台遺跡群に数えられ、8基残っていたといわれるが、現場は雑木林でほとんど草木や土に埋められ、横穴の入口が少しだけ見えるような状態で2-3基が解る程度である。
羨道（入口）奥の死者の安置場（玄室）が、細長い台形の床面と蒲鉾形天井をもっており、さらに奥の壁に「棺室」といわれる置き棚のような小部屋を掘り造る「鎌倉型横穴墓（鍛冶ヶ谷式横穴墓」というデザインが特徴。
2015年（平成27年）11月13日に横浜市登録地域文化財の「地域史跡」に登録されている。

## 詳しく載っている本
- 鵠沼女子高等学校地歴研究部 『横浜市戸塚区㹨川流域の横穴群について』1964年（昭和39年）3月20日発行
- 神奈川県教育庁社会教育部文化財保護課『港南台-横浜市港南台土地区画整理事業にともなう調査-（神奈川県埋蔵文化財調査報告9）』1976年（昭和51年）3月発行
- 港南の歴史発刊実行委員会『港南の歴史』1979年（昭和54年）10月1日発行